# Vindecarea urechii slujitorului

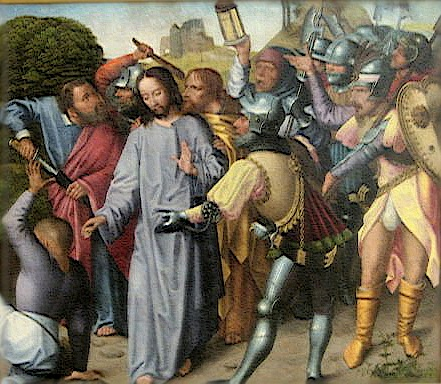
Iisus vindecând urechea unui slujitor în timpul arestării sale, Museu de Évora, Portugalia, circa 1500.

Vindecarea urechii slujitorului este una din minunile lui Iisus, consemnată numai în Evanghelia după Luca (22:49-51).
Această evanghelie îl descrie pe Iisus vindecând urechea slujitorului unui mare preot în timpul Arestării lui Iisus, după ce unul din cei aflați în preajma sa i-o tăiase:

"Când cei care erau cu Iisus au văzut ce avea să se întâmple, au spus: "Doamne, să lovim cu sabia?" Și unul dintre ei a lovit pe slujitorul marelui preot și i-a tăiat urechea dreaptă. Dar Iisus a răspuns: "Lăsați! Până aici!" Și a atins urechea lui și l-a vindecat." 

Tăierea urechii slujitorului este descrisă în toate cele patru evanghelii canonice, dar vindecarea urechii este consemnată numai în Evanghelia după Luca. Celelalte trei evanghelii canonice aduc unele precizări și anume:
- Evanghelia după Matei (26:51-52) precizează că Iisus i-a pus celui ce a tăiat urechea: "Întoarce sabia ta la locul ei, că toți cei ce scot sabia, de sabie vor pieri." [3]
- Evanghelia după Marcu (14:47) consemnează doar tăierea urechii.[4]
- Evanghelia după Ioan (18:10-11) precizează cel care a scos sabia și a lovit cu ea era Simon-Petru, iar slujitorul a cărui ureche a fost tăiată se numea Malhus. Văzând aceasta, Iisus i-a spus lui Petru: "Pune sabia în teacă. Nu voi bea, oare, paharul pe care mi l-a dat Tatăl?" [5]

Acest episod urmează după Sărutul lui Iuda și este ultima minune consemnată în Evangheliile canonice înainte de Răstignirea lui Iisus.